# 康塞桑-杜马图登特鲁
康塞桑-杜马图登特鲁是巴西米纳斯吉拉斯州的一个市镇。总面积1671.465平方公里，总人口18070人，人口密度10.8人/平方公里。